# アルダー・ウィーラーフの書
アルダー・ウィーラーフの書（Book of Arda Wiraf、パフラヴィー語: Ardā Wīrāz nāmag、ardaː wiːraːz naːmag）は、サーサーン朝期にパフラヴィー語で書かれたゾロアスター教文書。8,800に及ぶ語句で構成されている。敬虔なゾロアスター教徒が来世に至るまでに辿る、夢幻的な旅路を描写している。この文書は9世紀から10世紀の間に最終的な形となった。